# Падение Ордена
«Паде́ние О́рдена», или «Падение ры́царей» (англ. Knightfall) — американо-чешский исторический телесериал в жанре остросюжетной драмы, премьера которого состоялась 6 декабря 2017 года на телеканале History.
7 мая 2020 года сериал был закрыт после двух сезонов.

## Сюжет
Сериал рассказывает о падении, преследовании и сожжении на кострах тамплиеров 13 октября 1307 года, за которым стояли папа римский Климент V и король Франции Филипп IV.
Сюжет вращается вокруг лидера тамплиеров — магистра Парижского храма и храброго воина Ландри дю Лазона, который разочарован неудачей крестоносцев на Святой Земле, однако его дух воспрянет, когда вновь объявится Святой Грааль.
Действие первого сезона начинается в 1291 году во время осады Акры, когда крестоносцы вынуждены были отступить на корабли, и продолжается в 1306 году в Париже, где погибает магистр Годфри, оставляя доказательства того, что Святой Грааль не был утерян.

## Актёрский состав

### В главных ролях
- Том Каллен — сир Ландри дю Лозон
- Джим Картер — папа Бонифаций VIII (сезон 1; сезон 2 — гость)
- Патрик Делейни — Гавейн
- Саймон Мерреллс — Танкред де Отвилль
- Джулиан Овенден — Гийом де Ногаре
- Оливия Росс — Жанна, королева Франции (сезон 1)
- Эд Стоппард — Филипп IV, король Франции
- Сабрина Бартлетт (сезон 1) и Женевьев Гонт (периодически сезон 2) — принцесса Изабелла
- Бобби Сколфилд — Парцифаль (сезон 1)
- Сара-Софи Бусснина — Аделина (сезон 1)
- Том Форбс — принц Людовик (сезон 2)
- Марк Хэмилл — Талус (сезон 2)

### Во второстепенных ролях
неполный список
- Нассер Мемарзиа — Дрейпер
- Марко Зингаро — доктор Вигевано
- Джим Хай — Ульрик
- Роберт Пью (сезон 1) и Мэттью Марш (сезон 2) — верховный магистр тамплиеров Жак де Моле
- Джои Бэти (сезон 1) — Пьер
- Сэм Хэзелдайн (сезон 1) — магистр Годфри

## Список эпизодов
| Сезон | Серии | Серии | Даты показа    | Даты показа     |
| Сезон | Серии | Серии | Первая серия   | Последняя серия |
| ----- | ----- | ----- | -------------- | --------------- |
| 1     | 10    | 10    | 6 декабря 2017 | 7 февраля 2018  |
| 2     | 8     | 8     | 25 марта 2019  | 13 мая 2019     |

### Сезон 1 (2017—2018)
| № общий | № в сезоне | Название                                                                                 | Режиссёр        | Автор сценария                      | Дата премьеры   |
| ------- | ---------- | ---------------------------------------------------------------------------------------- | --------------- | ----------------------------------- | --------------- |
| 1       | 1          | «You’d Know What to Do» «Ты бы знал, что нужно делать»                                   | Дуглас Макиннон | Дон Хэндфилд и Ричард Рэйнер        | 6 декабря 2017  |
| 2       | 2          | «Find Us the Grail» «Найди нам Грааль»                                                   | Дуглас Макиннон | Дон Хэндфилд и Ричард Рэйнер        | 13 декабря 2017 |
| 3       | 3          | «The Black Wolf and the White Wolf» «Черный волк и белый волк»                           | Дэвид Петрарка  | Доминик Мингелла                    | 20 декабря 2017 |
| 4       | 4          | «He Who Discovers His Own Self, Discovers God» «Тот, кто открывает себя, открывает Бога» | Дэвид Петрарка  | Джейсон Гроте и Дэвид Эллиот        | 27 декабря 2017 |
| 5       | 5          | «Hard Blows Will Banish the Sin» «Сильные удары изгонят грех»                            | Метин Хусейн    | Вивиан Тсе и Шарон Хофман           | 3 января 2018   |
| 6       | 6          | «The Pilgrimage of Chains» «Паломничество цепей»                                         | Метин Хусейн    | Сонни Постильоне                    | 10 января 2018  |
| 7       | 7          | «And Certainly Not the Cripple» «И уж точно не калека»                                   | Дуглас Макиннон | Джейсон Гроте и Дэвид Эллиот        | 17 января 2018  |
| 8       | 8          | «IV»                                                                                     | Дуглас Макиннон | Винсент Энджел                      | 24 января 2018  |
| 9       | 9          | «Fiat!» «Декрет!»                                                                        | Дуглас Макиннон | Вивиан Тсе и Шарон Хофман           | 31 января 2018  |
| 10      | 10         | «Do You See the Blue?» «Вы видите синее?»                                                | Дуглас Макиннон | Доминик Мингелла и Сонни Постильоне | 7 февраля 2018  |

### Сезон 2 (2019)
| № общий | № в сезоне | Название                                                        | Режиссёр         | Автор сценария                   | Дата премьеры  |
| ------- | ---------- | --------------------------------------------------------------- | ---------------- | -------------------------------- | -------------- |
| 11      | 1          | «God’s Executioners» «Божьи палачи»                             | Рик Джейкобсон   | Аарон Хельбинг                   | 25 марта 2019  |
| 12      | 2          | «The Devil Inside» «Дьявол внутри»                              | Самира Радси     | Сайрус Ворис и Итан Райфф        | 1 апреля 2019  |
| 13      | 3          | «Faith» «Судьба»                                                | Самира Радси     | Расселл Ротберг                  | 8 апреля 2019  |
| 14      | 4          | «Equal Before God» «Равный перед Богом»                         | Дэвид Уэллингтон | Кристен Саберр                   | 15 апреля 2019 |
| 15      | 5          | «Road to Chartres» «Дорога в Шартр»                             | Дэвид Уэллингтон | Аарон Хельбинг                   | 22 апреля 2019 |
| 16      | 6          | «Blood Drenched Stone» «Пропитанный кровью камень»              | Роэль Рейн       | Сайрус Ворис и Итан Райфф        | 29 апреля 2019 |
| 17      | 7          | «Death Awaits» «Смерть ждет»                                    | Роэль Рейн       | Расселл Ротберг и Кристен Саберр | 6 мая 2019     |
| 18      | 8          | «While I Breathe, I Trust the Cross» «Пока я дышу, верю кресту» | Рик Джейкобсон   | Аарон Хельбинг                   | 13 мая 2019    |

## Производство
В январе 2016 года был сделан прямой заказ «Падения рыцарей» на первый сезон из десяти эпизодов с Джереми Реннером в качестве исполнительного продюсера и скорее всего приглашённого актёра. Британский сценарист и продюсер Доминик Мингелла стал шоураннером и исполнительным продюсером «Падения рыцарей». Шоу было создано деловым партнёром Реннера Доном Хэндфилдом и британским сценаристом и журналистом Ричардом Рэйнером, базирующимся в Лос-Анджелесе и который также будет исполнительным продюсером, как и Реннер. Среди других исполнительных продюсеров шоу значатся Джефф Пинкнер, Андре Немец, Джош Аппелбаум и Скотт Розенберг.
Производство сериала началось с трёхдневных съёмок в последнюю неделю июня 2016 года в Дубровнике на хорватском южном побережье Адриатического моря с Дугласом Макинноном в кресле режиссёра. Местом действия сцен преимущественно были стены форта Ловриенац и бухта Пиле, которые изображают взятие острова Руад — падение последнего форпоста крестоносцев на Ближнем Востоке. Съёмки организует компания PAKT Media, 140 сотрудников которой вовлечены в съёмочный процесс.
Сериал «Падение рыцарей» преимущественно снимается в Праге (Чехия), с базой на Barrandov Studios. Это та же самая студия, которая была использована для съёмок «Борджиа», второго сезона «Легенд», а также таких фильмов, как «Казино „Рояль“» и «Идентификация Борна». По словам генерального директора Barrandov Studios Петра Тиксехо, отчасти студия была выбрана для съёмок благодаря качеству интерьеров XV века, которые были выстроены для «Борджиа».
Также в качестве локаций были использованы замок Швигов, Доксанский монастырь в Усти-над-Лабем, замок Точник в районе Бероун, замок Кост в заповеднике Чешский рай и улицы в Старом городе Праги.
По мнению консультанта сериала, британского историка и писателя Дэна Джонса, который написал свою книгу о тамплиерах, параллельно консультируя авторов «Падения ордена», в сериале удалось совместить реальные исторические события того времени с легендами, которыми обросли тамплиеры за 700 лет. В частности, в первом сезоне моменты, предельно близкие к реальности, соседствовали с такими сценами, как плавающий в океане святой Грааль в ходе осады Акры.

## Отзывы критиков
На сайте-агрегаторе Rotten Tomatoes сериал держит 60 % «свежести» на основе 15 рецензий со средним рейтингом 5,25/10. На Metacritic сериал получил 47 баллов из ста на основе 12 «смешанных и средних» отзывов критиков.